# Crisia ficulnea
Crisia ficulnea is een mosdiertjessoort uit de familie van de Crisiidae. De wetenschappelijke naam van de soort is voor het eerst geldig gepubliceerd in 1979 door Buge.